# Cynolebias griseus
 Cynolebias griseus és un peix de la família dels rivúlids i de l'ordre dels ciprinodontiformes.

## Morfologia
Els mascles poden assolir els 8,3 cm de longitud total i les femelles els 5,52.

## Distribució geogràfica
Es troba a Sud-amèrica: Brasil.